# Najat Vallaud-Belkacem
Najat Vallaud-Belkacem (ur. 4 października 1977 w Bani Szikar w Maroku) – francuska działaczka polityczna i samorządowa pochodzenia marokańskiego, od 2012 do 2017 minister.

## Życiorys
Pochodzi z wielodzietnej rodziny marokańskiej. Wraz z matką i starszą siostrą osiedliły się we Francji w 1982, gdzie jej ojciec pracował jako robotnik budowlany. Najat Vallaud-Belkacem studiowała prawo w Amiens na Université de Picardie Jules-Verne (licencjat w 1998), w 2000 została absolwentką Instytutu Nauk Politycznych w Paryżu. W 2002 przystąpiła do Partii Socjalistycznej, stopniowo awansowała w strukturze partyjnej. Była rzeczniczką Ségolène Royal w wyborach prezydenckich w 2007 i w prawyborach prezydenckich w Partii Socjalistycznej w 2011, a następnie François Hollande’a w wyborach prezydenckich w 2012. W 2009 weszła w skład ścisłych władz PS. W latach 2004–2008 zasiadała w radzie regionu Rodan-Alpy, w 2008 została radną departamentu Rodan i miejską w Lyonie.
16 maja 2012 objęła urząd ministra praw kobiet i rzecznika prasowego w rządzie Jean-Marca Ayrault. Po dokonanej 21 czerwca 2012 rekonstrukcji pozostała w drugim gabinecie tego premiera na dotychczasowym stanowisku.
2 kwietnia 2014 w rządzie Manuela Vallsa powierzono jej pełnienie funkcji ministra praw kobiet, regionów wiejskich, sportu i młodzieży. 25 sierpnia 2014 w drugim gabinecie tegoż premiera przeszła na urząd ministra edukacji narodowej, szkolnictwa wyższego i badań naukowych. Pozostała na tej funkcji również w utworzonym w grudniu 2016 rządzie Bernarda Cazeneuve’a. Zakończyła urzędowanie wraz z całym gabinetem w maju 2017.
W kwietniu 2020 objęła funkcję dyrektora francuskiego oddziału założonej przez Bono organizacji pozarządowej ONE, zajmującej się zwalczaniem skrajnej biedy i chorób, głównie w Afryce.
W marcu 2021 Najat Vallaud-Belkacem ogłosiła swój start w wyborach na przewodniczącego regionu Owernia-Rodan-Alpy zaplanowanych na czerwiec tegoż roku. W pierwszej turze głosowania z 20 czerwca 2021 uzyskała 11,4% głosów, zajmując 4. miejsce. W wyniku tych wyborów uzyskała mandat radnej regionu.

## Wybrane publikacje
- Najat Vallaud-Belkacem, Éric Keslassy: Pluralité visible et égalité des opportunités. Paryż: Fondation Jean-Jaurès, 2010. ISBN 978-2-36244-006-9. Brak numerów stron w książce
- Najat Vallaud-Belkacem, Guillaume Bachelay: Réagissez ! Répondre au FN de A à Z. Paryż: Jean-Claude Gawsewitch Éditeur, 2011. ISBN 978-2-35013-297-6. Brak numerów stron w książce
- Najat Vallaud-Belkacem: Raison de plus !. Paryż: Fayard, 2012. ISBN 978-2-213-66644-0. Brak numerów stron w książce
- Najat Vallaud-Belkacem: La vie a plus d'imagination que toi. Paryż: Grasset, 2017, s. 159. ISBN 978-2-246-86384-7.

## Odznaczenia
- Order Palm Akademickich I klasy (z urzędu, 2014)[14]